# Iman Sadeghikukande
Iman Sadeghikukande (pers. ایمان صادقی کوکنده; ur. 13 stycznia 1995) – irański zapaśnik walczący w stylu wolnym. Triumfator halowych igrzysk azjatyckich w 2017. Drugi w Pucharze Świata w 2019. Mistrz świata juniorów w 2014 i 2015. Mistrz Azji juniorów w 2014 roku.